# Acta del Bufadero
El acta del Bufadero de 1464 fue un tratado por el que los nueve menceyes de la isla de Tenerife (Canarias) acordaban rendir vasallaje a Diego García de Herrera, quien por su matrimonio con Inés de Peraza (hija de Hernán Peraza), era señor feudal de Canarias. 
El documento fue firmado el sábado 21 de junio junto a la desembocadura del barranco del Bufadero, donde estaba fondeada la flota castellana, certificado por el notario Fernando de Párraga y rubricado por el obispo Diego López de Illescas; los nombres de los menceyes guanches no fueron recogidos en el documento.
Las circunstancias de la firma del acuerdo no están claras en la historiografía canaria: aunque el texto original explicita que los menceyes aceptaron ser vasallos de Herrera, opinión que siguen diversos autores,

algunos historiadores lo refieren sólo como un tratado de paz,

mientras otros apuntan que todo el episodio fue una farsa en la que los castellanos engañaron a los guanches para obtener una certificación escrita de su autoridad sobre la isla,
 o que los menceyes simplemente no entendieron el significado del documento.